# Tank Dell
Nathaniel Dell, detto Tank (Daytona Beach, 29 ottobre 1999), è un giocatore di football americano statunitense che milita nel ruolo di wide receiver per gli Houston Texans della National Football League (NFL).

## Carriera

### Houston Texans
Al college Dell giocò a football ad Alabama A&M (2018), all'Indipendence Community College (2019) e all'Università di Houston (2020-2022). Fu scelto nel corso del terzo giro (69º assoluto) del Draft NFL 2023 dagli Houston Texans. Debuttò come professionista subentrando nella gara del primo turno contro i Baltimore Ravens ricevendo 3 passaggi per 34 yard dal quarterback rookie C.J. Stroud. La settimana successiva disputò la prima gara come titolare ricevendo 7 passaggi per 72 yard e segnando il suo primo touchdown. Nel nono turno ricevette 6 passaggi per 114 yard e 2 touchdown nella vittoria sui Tampa Bay Buccaneers. Due settimane dopo fece registrare un massimo stagionale di 149 yard ricevute (andando a segno per il terzo turno consecutivo) nella vittoria sugli Arizona Cardinals. Nel tredicesimo turno si infortunò a una caviglia, venendo costretto a chiudere la sua stagione. La sua annata da rookie terminò quindi con 47 ricezioni per 709 yard e 7 touchdown in 11 presenze, di cui 8 come titolare.
Nel sedicesimo turno della stagione 2024 contro i Kansas City Chiefs, Dell si ruppe il legamento crociato anteriore, chiudendo la sua annata.